# Maart 1998
Dit artikel geeft een chronologisch overzicht van alle belangrijke gebeurtenissen per dag in de maand maart van het jaar 1998.

## Gebeurtenissen

### 1 maart
- De voormalige Chileense president Augusto Pinochet treedt af als legerleider.

### 2 maart
- Uit gegevens van de Galileosonde blijkt dat Jupiters maan Europa (maan) een vloeibare oceaan heeft onder een dikke laag ijs.
- Gerhard Schröder, premier van Nedersaksen, behaalt in Duitsland een grote overwinning bij verkiezingen in zijn deelstaat en wordt lijsttrekker van de SPD bij de landelijke verkiezingen in september. Helmut Kohl blijft de kanselierskandidaat voor de christendemocratische CDU.
- De Rotterdamse havenbedrijven Pakhoed en Van Ommeren maken een fusie bekend. Bij het het nieuwe bedrijf, dat Vopak moet gaan heten, werken 9.000 mensen. De verschillen blijken echter onoverbrugbaar. In juni wordt de fusie weer afgeblazen.

### 3 maart
- De Veiligheidsraad van de Verenigde Naties waarschuwt Irak unaniem dat schending van het akkoord met de secretaris-generaal van de VN over wapeninspecties "de ernstigste consequenties" zal hebben. Later in de maand hervatten de wapeninspecteurs hun werk.
- De nationalistische Indiase hindoepartij BJP wint verkiezingen. De Pakistaanse regering vreest een nieuwe wapenwedloop met India. Een nieuwe regering onder leiding van de BJP krijgt later in de maand het vertrouwen van een kleine meerderheid van het parlement.

### 4 maart
- D66 verliest bij de gemeenteraadsverkiezingen bijna de helft van haar aanhang. PvdA en VVD boeken lichte winst, het CDA lijdt een bescheiden verlies. De lokale partijen blijven stabiel, extreemrechts wordt vrijwel weggevaagd. De vier grote blokken in de gemeenteraden (CDA, PvdA, VVD en lokale partijen) zijn ongeveer even groot, met elk 18 à 20 procent van het totale aantal raadszetels.

### 8 maart
- Bij de aanleg van de tramtunnel in Den Haag ontstaat een lek in een waterwerende laag. De schade bedraagt tien tot vijftien miljoen gulden. De bouw loopt een half jaar vertraging op.
- Tennisser Jan Siemerink schrijft het indoortoernooi van Rotterdam op zijn naam.
- Leonie Rysanek, de Oostenrijkse sopraan voor wie het publiek in de New Yorkse Met eens de hele pauze bleef klappen, overlijdt op 71-jarige leeftijd.

### 9 maart
- Op reis door Brazilië maakt kroonprins Willem-Alexander zijn debuut als deskundige op het gebied van watermanagement. Drie maanden later houdt hij zijn eerste binnenlandse toespraak, in Werkendam.
- De fusie tussen de twee grootste Nederlandse uitgevers, Reed Elsevier en Wolters Kluwer, loopt spaak. Wolters zegt dat Europees Commissaris Karel Van Miert voor mededinging te veel bezwaren had, Elsevier-topman Herman Bruggink spreekt van een volslagen verrassing.

### 11 maart
- Oud-dictator Augusto Pinochet van Chili wordt geïnstalleerd als lid van de Chileense senaat. In de hoofdstad Santiago breken rellen uit.
- Bij de Holland Media Groep (RTL en Veronica) ontstaat grote onrust over de reorganisaties van de nieuwe topman Pieter Porsius. Van de 600 banen moeten er 200 verdwijnen. Porsius strijkt bovendien hofleverancier Endemol tegen de haren in door aan te kondigen aan het onderlinge contract te willen morrelen.

### 13 maart
- Child Focus wordt opgericht in België.
- De overheidssteun van 4 miljard gulden in 16 jaar aan Philips heeft nauwelijks resultaat gehad, zo meldt NRC Handelsblad onder meer op basis van uitlatingen van president-commissaris Floris Maljers. Minister Hans Wijers ontkent de hoogte van het bedrag en zegt dat de steun juist wel effectief was.

### 14 maart
- Een aardbeving met een kracht van 6,9 op de schaal van Richter treft het zuidwesten van Iran.

### 15 maart
- Bij de WK allroundschaatsen in Heerenveen wint Ids Postma drie van de vier afstanden. In het eindklassement blijft hij Rintje Ritsma en de Italiaan Roberto Sighel voor.

### 16 maart
- Een besluit over de toekomstige groei van Schiphol wordt "over de verkiezingen heen getild". Een meerderheid van de Tweede Kamer stemt in met dit voorstel van het kabinet. Het wachten is op de resultaten van diverse onderzoeken.

### 18 maart
- De Onderwijsinspectie laat weten dat het later dit jaar een vergelijking zal publiceren, de "kwaliteitskaart", tussen middelbare scholen ten behoeve van ouders die een keuze voor een school moeten maken. De kwaliteitskaart is het antwoord van de Inspectie op een vergelijkende lijst van dagblad Trouw.
- Leefbaar Utrecht, grote winnaar van de gemeenteraadsverkiezingen in de Domstad, stapt uit de college-onderhandelingen omdat de andere partijen niets voelen voor een referendum over de omstreden busbaan in de binnenstad.

### 19 maart
- Het televisieprogramma Zembla toont schokkende beelden van Nederlandse gevangenen in buitenlandse cellen. Na een gratieverzoek van Buitenlandse Zaken komt Hans van Dam eind september vrij uit een Indiase cel, waar hij een straf wegens hasjsmokkel uitzit. Van Dam was in de cel besmet met hiv na injecties met vervuilde naalden.

### 22 maart
- Kees van Kooten en Wim de Bie kondigen het voorlopige einde van hun gezamenlijke tv-optredens aan.
- De Sociaal-Economische Raad komt met een unaniem advies over vernieuwing van het belastingstelsel. Directe belastingen moeten omlaag, indirecte omhoog. Mede hierdoor kan het stelsel 'groener' worden: milieuvervuilend gedrag kan zwaarder worden belast.

### 23 maart
- President Boris Jeltsin ontslaat geheel onverwachts de hele Russische regering. Hij benoemt de 35-jarige Sergej Kirijenko tot waarnemend premier.
- De film Titanic krijgt elf Oscars en evenaart daarmee het record van Ben Hur uit 1959. De Nederlandse film Karakter van Mike van Diem krijgt de Oscar voor de beste buitenlandse film.

### 24 maart
- Staking van 119 gedetineerden in de Leeuwarder Gevangenis "De Marwei".

### 25 maart
- De Europese Commissie en de voorloper van de Europese Centrale Bank besluiten elf landen mee te laten doen aan de euro. Het fiat van de Europese ministerraad volgt op 1 mei.
- Staatssecretaris Aad Nuis (Cultuur) wijst de claim van de erven Goudstikker af. De erfgenamen van de Amsterdamse kunsthandelaar Jacques Goudstikker (1897-1940) eisen een aantal topschilderijen terug die na de oorlog in bezit van de staat kwamen. De familie stapt in reactie op Nuis' afwijzing naar de rechter.

### 26 maart
- Alle drie de 'paarse' coalitiepartners (PvdA, VVD of D66) zeggen na de verkiezingen niet te kunnen samenwerken met het CDA. Uit berekeningen van het Centraal Planbureau blijkt dat het verkiezingsprogramma van het CDA het minst van alle programma's zou bijdragen aan economische groei en extra banen.

### 27 maart
- Het Nederlandse kabinet kampt met een tekort van 1,6 miljard gulden op de uitgaven voor de volksgezondheid. De budgetoverschrijding is vooral het gevolg van toegenomen medicijngebruik.
- Een stortvloed aan records besluit het schaatsseizoen bij de WK afstanden in Calgary. Gianni Romme verbetert de wereldrecords op zowel vijf als tien kilometer.

### 28 maart
- De Japanse schaatser Hiroyasu Shimizu rijdt als eerste de 500 meter onder de 35 seconden: 34,82.
- The Spice Girls, de populairste meisjespopgroep aller tijden, treden op in de Gelredome in Arnhem.

### 30 maart
- Marcelo Ríos lost Pete Sampras na 102 weken af als nummer één op de wereldranglijst der tennisprofessionals; de Chileen moet die positie echter na vier weken alweer afstaan aan diezelfde Amerikaan.

### 31 maart
- Het Haagse Gerechtshof spreekt de Haagse verpleger André du M. vrij van zes moorden op bejaarde vrouwen. De rechtbank had hem eerder tot levenslang veroordeeld.
- NRC Handelsblad publiceert, na 154 (deels tweemaal geplaatste) verhalen, onder protest van veel lezers de laatste krantenstrip over Heer Bommel en Tom Poes.

<< · januari · februari · maart · april · mei · juni · juli · augustus · september · oktober · november · december · >>